# Acalolepta puncticollis
Acalolepta puncticollis es una especie de escarabajo longicornio del género Acalolepta, tribu Monochamini, subfamilia Lamiinae. Fue descrita científicamente por Breuning en 1970.
Se distribuye por Indonesia. Mide aproximadamente 25 milímetros de longitud. El período de vuelo de esta especie ocurre en el mes de junio.